# Peraphyllum ramosissimum
Peraphyllum là chi thực vật đơn loài Peraphyllum ramosissimum trong họ Hoa hồng.
Peraphyllum ramosissimum thường phát triển ở California, Oregon, Idaho, Utah, Colorado, và New Mexico.